# Ruth von Kleist Retzow
Ruth von Kleist-Retzow (nacida condesa von Zedlitz-Trützschler; n. 4 de febrero de 1867 en Nieder Großenborau, actual Borów Wielki - f. 2 de octubre de 1945 en Kikowo (Pomerania)) fue una matriarca de la nobleza alemana perteneciente a la Iglesia Confesante y miembro de la resistencia contra los nazis.

## Biografía
Ruth von Kleist-Retzow fue la tercera de los seis hijos del Conde Robert von Zedlitz-Trützschler y Agnes von Rohr-Levetzow. En 1881 la familia se trasladó a Oppeln, donde su padre ocupó un cargo para Bismarck.
En 1886 se casó con Jürgen von Kleist-Retzow, hijo de Hans Hugo von Kleist-Retzow, mudándose a Pomerania donde tuvo cinco hijos. En 1897 después del nacimiento de su quinto hijo murió Jürgen von Kleist-Retzow en Dresde y la joven viuda Ruth von Kleist-Retzow, se trasladó a Stettin, donde era propietaria de un apartamento cerca de Herbert und Gottfried von Bismarck, su cuñado.
A partir de los años 30 seriamente preocupada por el advenimiento del nacionalsocialismo, mantiene contacto con Ewald von Kleist-Schmenzin (autor de "El nacionalsocialismo, un peligro" de 1932 y padre de Ewald-Heinrich von Kleist-Schmenzin) acogió el seminario ilegal de la Iglesia Confesante fundada por Dietrich Bonhoeffer, en Finkenwalde cerca de Stettin. La poderosa matriarca desarrolló una profunda amistad con el pastor brindándole todo su apoyo.
Su nieta Maria von Wedemeyer, conocerá allí al pastor con quien se comprometerá en 1943. La condesa alojará judíos en su residencia mientras Bonhoffer consigue visados o pasaportes hacia Suecia.
En su entorno, su hijo Hans Jürgen von Kleist y su yerno Hans von Wedemeyer, son oficiales de reserva así como seis de sus nietos (Konstantin y Jürgen Christoph von Kleist, Alla y Hans Conrad Stahlberg, Jürgen y Hans Otto von Bismarck) y los conspiradores anidados en la Abwehr y encabezados por Hans von Dohnanyi, Wilhelm Canaris y Hans Oster se valen del auxilio de Dietrich Bonhoeffer, Klaus Bonhoeffer y Rüdiger Schleicher entre otros.
Después de los atentados contra Hitler en 1943 y del complot del 20 de julio que pondrá en evidencia a sus amigos, que serán encarcelados, juzgados y en su mayoría ejecutados.
Tuvo que huir del avance del ejército rojo en Kieckow, donde murió a los 78 años meses después de finalizada la guerra.

## Obras
- Ruth von Kleist-Retzow, Carl Schweitzer: Die soziale Krisis und die Verantwortung des Gutsbesitzers; Schwerin: F. Bahn, 1926
- Für ein besseres Deutschland/Por una Alemania mejor.

## Literatura
- Jane Pejsa: Mit dem Mut einer Frau. Ruth von Kleist-Retzow. Matriarchin im Widerstand; Moers: Brendow, 1999 (20075); ISBN 978-3-87067-759-6
- Matriarch of conspiracy , Pejsa, Jane. - Cleveland, Ohio : Pilgrim Press, 1992